# Bruguiera sexangula
Bruguiera sexangula är en tvåhjärtbladig växtart som först beskrevs av João de Loureiro, och fick sitt nu gällande namn av Jean Louis Marie Poiret. Bruguiera sexangula ingår i släktet Bruguiera, och familjen Rhizophoraceae. Inga underarter finns listade i Catalogue of Life.